# Strofoida
Strófoida je v matematiki ravninska algebrska krivulja 3. reda. Parametrično je s kartezičnima koordinatama (x, y) podana z enačbama:
{\displaystyle x={\frac {a(t^{2}-1)}{t^{2}+1}}\!\,,}
{\displaystyle y={\frac {at(t^{2}-1)}{t^{2}+1}},\quad t\in \mathbb {R} \!\,,}
V polarnih koordinatah (r, φ) je določena z:
{\displaystyle r={\frac {a\sin(\alpha -2\varphi )}{\sin(\alpha -\varphi )}}\!\,.}
Pri {\displaystyle \alpha =\pi } je strofoida:
{\displaystyle r={\frac {a\cos 2\varphi }{\cos \varphi }}\quad {\hbox{ali}}\quad y^{2}={\frac {x^{2}(a+x)}{a-x}}\!\,}
desna. 
Prvi je strofoido študiral Isaac Barrow leta 1670. Okoli leta 1645 jo je v pismu opisal že Evangelista Torricelli.
Strofoida spominja na Descartesov list in ima teme v x = a, y = 0, navpično asimptoto v x = -a ter dvojno točko v x = 0, y = 0.
Ploščina zanke je:
{\displaystyle p=2a^{2}-{\frac {\pi a^{2}}{2}}\!\,,}
ploščina med krivuljo in asimptoto (brez zanke) pa:
{\displaystyle p=2a^{2}+{\frac {\pi a^{2}}{2}}\!\,,}